# Solben
Soluciones en Bionergía, más conocida como Solben, es una empresa mexicana de producción de biodiésel con sede en Monterrey, México. Es responsable del 80% de la producción del biodiésel consumido en el país azteca.

## Historia

### Inicios
En 2008 la Universidad de Tabasco tenía la intención de adquirir maquinaria para producir biodiésel pero no tenía recursos suficientes para comprar equipo extranjero ni la capacidad de pagar un préstamo al Consejo Nacional de Ciencia y Tecnología (Conacyt). A finales de ese año, un grupo de empresarios mexicanos les ofreció su concepto de una máquina para la producción de este carburante que se ajustaba a las necesidades de la institución. Este grupo de jóvenes emprendedores estaba conformado por Daniel Gómez Íñiguez, Antonio López, Guillermo Colunga y Mauricio Pareja.
Como consecuencia de este evento a principios de 2009, los cuatro empresarios decidieron crear una fundación que tiene como objetivo el desarrollo de tecnología y servicios para la producción de biodiésel. Llamaron a su fundación Soluciones en Bioenergía, abreviada como Solben. En ese mismo año, la Universidad de Tabasco obtuvo más de 150 mil dólares en ventas del combustible, por lo que los fundadores de Solben decidieron transformar la fundación en una empresa con fines de lucro.

### Reconocimiento y actualidad
Desde su fundación, Solben ha mejorado la tecnología y la oferta de servicios y, en la actualidad, esta empresa está utilizando parte de sus ingresos procedentes de la venta de equipos de biodiésel en el desarrollo de sistemas de producción de biogás y etanol, la gestión de residuos y otras aplicaciones. La empresa planea establecer 125 fábricas de biodiésel en los Estados Unidos, cuyo objetivo es vender, después de ser procesadas, semillas de la planta conocida como jatropha para producir el combustible.

## Productos y servicios
Los servicios ofrecidos por la compañía incluyen tanto apoyo técnico como consultivo para los productores. La rama técnica se centra en la identificación de las características físicas y químicas del aceite y las semillas. Por otro lado, los servicios de consulta se centran en la mejora de los ingresos económicos y la correcta explotación de los recursos naturales.
- Identificación de las características físicas y químicas de los aceites, ayudando al productor y al consumidor a conocer los principales parámetros de calidad del aceite.
- Identificación de las características físicas y químicas de las semillas, ayudando a los productores a comercializarlas.
- Calidad del biodiésel, ayudando a los productores a conocer y aplicar las garantías de calidad del combustible para que funcione en cualquier motor diésel.
- Análisis de los coproductos, ayudando al productor a añadir valor a su producto.
- Automatización, proporcionando un sistema de control desarrollado por la propia empresa para generar una forma más sencilla de operar, controlar y administrar los procedimientos químicos.
- Soporte técnico, mejorando tanto los procesos administrativos como los químicos en la producción de biodiésel.[9]

Sus productos se dividen en cinco tipos diferentes de máquinas que permiten a los productores generar el biocombustible con la máxima flexibilidad en cuanto a las materias primas y la mínima acumulación de residuos en el proceso, que cumple con las normas vigentes. Los modelos Solben son AB-400, AB-1000, AB-3000, AB-5000 y AB-8000.